# Ján Chavko
Ján Chavko [chauko] (7. října 1922 Bardejov – 11. listopadu 1997), uváděný také jako János Chavko, Ján Chawko nebo János Chawko, byl slovenský fotbalista a trenér. Věnoval se také stolnímu tenisu.
Byl absolventem Gymnázia v Bardejově (nynější Gymnázium Leonarda Stöckela) a roku 1946 se zapsal na Slovenskou vysokou školu obchodní v Bratislavě.

## Hráčská kariéra
Začínal v ŠK Bardejov, za který hrál v sezoně 1945/46 ve druhé nejvyšší soutěži. V roce 1946 přestoupil do TŠS Trnava (nynější Spartak), se kterým v ročníku 1946/47 vybojoval postup do I. ligy. V československé lize nastoupil za Trnavu ke dvěma utkáním, aniž by skóroval.
- Debut v I. čs. lize – neděle 26. října 1947, ŠK Jednota Košice – TŠS Trnava 1:0 (poločas 1:0)
- Derniéra v I. čs. lize – neděle 9. listopadu 1947, ŠK Bratislava – TŠS Trnava 4:1 (poločas 2:0)

Roku 1947 odešel do Itálie, kde hrál za AS Reggina v jedné ze skupin Serie C (1947/48). V sezoně 1948/49 začal nastupovat za US Palermo v Serii A, čímž se stal po Júliu Korostelevovi a Jánu Arpášovi třetím slovenským fotbalistou, který působil v nejvyšší italské soutěži. V Serii A hrál také za AC Como na podzim 1949.
- Debut v Serii A – neděle 19. září 1948, AC Fiorentina – US Palermo 0:3 (poločas 0:1)[9]
- První gól v Serii A – neděle 17. října 1948, US Triestina – US Palermo 3:1 (poločas 2:0)[9][10]
- Poslední gól v Serii A – neděle 29. května 1949, AC Padova – US Palermo 3:3 (poločas 1:1)[10]
- Derniéra v Serii A – sobota 11. prosince 1949, AC Novara – AC Como 1:1 (poločas 1:0)[11]

V únoru 1951 odehrál tři přátelská utkání za FC Barcelona (11.–21. února) a v posledním z nich zaznamenal jeden gól.
V červnu 1951 se přesunul do francouzského klubu FC Méty. Nastoupil za něj dvakrát v lize a jednou v poháru.
- Debut v Division 1 – neděle 23. prosince 1951, FC Méty – Racing Paříž 2:2 (poločas 1:1)[13]
- Derniéra v Division 1 – neděle 2. března 1952, FC Méty – Girondins Bordeaux 2:1 (poločas 0:1)[13]

Od roku 1956 působil ve Švýcarsku. V dresu FC Curych si připsal sedm startů a tři branky ve švýcarské lize. Hráčskou kariéru uzavřel v klubu FC Altdorf.
- Debut v Nationalliga A – neděle 18. listopadu 1956, FC Winterthur – FC Curych 2:0 (poločas 1:0)[14]
- První gól v Nationalliga A – neděle 25. listopadu 1956, FC Curych – FC Lugano 3:1 (poločas 2:0)[14]
- Poslední gól a derniéra v Nationalliga A – neděle 24. března 1957, FC Curych – FC Schaffhausen 1:2 (poločas 1:1)[14]

V nejvyšších soutěžích čtyř států zasáhl do 37 utkání, v nichž dal 7 branek.

### Prvoligová bilance
| Ročník          | Zápasy | Góly | Minuty | Klub       |
| --------------- | ------ | ---- | ------ | ---------- |
| I. liga 1947/48 | 2      | 0    | 180    | TŠS Trnava |
| I. liga 1948/49 | 21     | 4    | 1 890  | US Palermo |
| I. liga 1949/50 | 5      | 0    | 450    | AC Como    |
| I. liga 1951/52 | 2      | 0    | 180    | FC Méty    |
| I. liga 1956/57 | 7      | 3    | 630    | FC Curych  |
| CELKEM I. LIGA  | 2      | 0    | 180    |            |
| CELKEM I. LIGA  | 26     | 4    | 2 340  |            |
| CELKEM I. LIGA  | 2      | 0    | 180    |            |
| CELKEM I. LIGA  | 7      | 3    | 630    |            |

## Trenérská kariéra
Po skončení hráčské kariéry se stal trenérem. Jedenáct let působil v italském Bergamu. Roku 1992 se vrátil do rodného Bardejova.